# 五反田ふれあい水辺広場
品川区立五反田ふれあい水辺広場（しながわくりつごたんだふれあいみずべひろば）は、東京都品川区東五反田2丁目にある親水公園。

## 解説
2010年7月6日、「東五反田二丁目第2地区再開発」により、整備された親水公園として東京サザンガーデンとともにオープン。1991年の開発協議会から始まり、2005年の都市計画決定を経て、2007年6月に工事開始。この街区は、五反田駅南東およそ300メートルに位置し、敷地北側は八ッ山通りに、南側は目黒川に面しており、およそ1.8ヘクタールの広さを要する。当初はギャラリー兼レストラン「さくらテラス五反田」が併設されていたが、2022年2月にファミリーマート五反田さくらテラス店に改装している。目黒川みんなのイルミネーションなどのイベントではメイン会場として使われることがある。